# Енис (Тексас)
Енис (енгл. Ennis) град је у америчкој савезној држави Тексас. По попису становништва из 2010. у њему је живело 18.513 становника.

## Демографија
Према попису становништва из 2010. у граду је живело 18.513 становника, што је 2.468 (15,4%) становника више него 2000. године.
| Група             | 2000.         | 2010.         |
| Белци             | 8.193 (51,1%) | 8.183 (44,2%) |
| Афроамериканци    | 2.360 (14,7%) | 2.605 (14,1%) |
| Азијати           | 46 (0,3%)     | 98 (0,5%)     |
| Хиспаноамериканци | 5.325 (33,2%) | 7.456 (40,3%) |
| Укупно            | 16.045        | 18.513        |